# Skrig Andreas
|  | Denne artikel er oprettet af botten PalnaBot ud fra en ekstern database. Den kan derfor have sproglige fejl eller mangler. Denne skabelon kan fjernes efter kontrol af indholdet. |

Skrig Andreas er en film instrueret af Keld Henriksen.

## Handling
Filmen handler om livet i militærnægterlejren i Gribskov. Militærnægterne føler, at det arbejde de bliver sat til er totalt meningsløst, at livet i lejren er alt for isoleret. Lejren bliver brugt til at undertrykke ANDERLEDES TÆNKENDE og i 1973 blev 7 ud af 10 hjemsendt med lettere psykiske problemer.